# Tomokazu Seki
Tomokazu Seki (関 智一, Seki Tomokazu, Tóquio, 8 de setembro de 1972) é um dublador japonês que trabalhou em diversas séries de anime, OVAs, filmes e jogos.

## Trabalhos

### Anime
- Akihabara Denno Gumi - Takashi Ryugasaki a.k.a. Shooting Star
- Angelic Layer - Masaharu Ogata
- Aoki Densetsu Shoot - Keigo Mahori
- Bobobo-bo Bo-bobo - Giga
- Black Jack - Black Jack (adolescente)
- Burning Rangers - Lead Phoenix
- Buso Renkin - Moon Face, Hiwatari Sekima
- Captain Tsubasa J - Ken Wakashimazu
- Captain Tsubasa ROAD to 2002 - Tsubasa Ōzora (adulto)
- Cardcaptor Sakura - Touya Kinomoto
- Ceres, The Celestial Legend - Alexander O. Howell
- Chobits - Hiromu Shinbo
- Coyote Ragtime Show - Katana
- Devil May Cry: The Animated Series - Vincent (episódio 2)
- Digimon Savers - Neon (episode 8)
- Doraemon - Suneo
- Enen no Shouboutai - Rekka Hoshimiya
- Fate/stay night, Fate/Zero e Fate/Grand Order: Zettai Majuu Sensen Babylonia  - Gilgamesh
- Fairy Tail - Haru/Lucky
- Flame of Recca - Tsukishiro
- Fruits Basket - Kyo Souma
- Full Metal Panic! - Sousuke Sagara
- Fushigi Yūgi - Chichiri, Kōji
- Futakoi Alternative - Rentarō Futaba
- Futari wa Pretty Cure - Mepple
- Gad Guard - Seikai
- Gankutsuou: The Count of Monte Cristo - Marquis Andrea Cavalcanti
- Gate Keepers - Reiji Kageyama
- Genshiken - Soichiro Tanaka
- Get Backers - Miroku Natsuhiko
- Giant Robo - Genya/Emanuell, Koshin
- Groove Adventure Rave - Haru Glory
- G Gundam - Domon Kasshu
- Gravitation - Shuichi Shindou
- Great Teacher Onizuka - Kunio Murai
- Gundam SEED - Yzak Joule
- Gundam SEED Destiny - Yzak Joule
- Gungrave - Brandon "Beyond the Grave" Heat
- Hajime no Ippo - Ichiro Miyata
- History's Strongest Disciple Kenichi - Kenichi Shirahama
- Hitsuji no Uta - Takashiro Kazuna
- Infinite Ryvius - Ikumi Oze
- Initial D - Keisuke Takahashi
- Kanon - Jun Kitagawa
- Kenran Butoh Sai - The Mars Daybreak - Gram River
- Kikaider the Animation - Jiro/Kikaider
- Kimetsu no Yaiba - Sanemi Shinazugawa
- Kimi ga Aruji de Shitsuji ga Ore de - Ren Uesugi
- Zatch Bell! - Aleshie
- Last Exile - Ethan
- Lucky Star - Meitō Anisawa
- Manmaru the Ninja Penguin - Tsunejiro
- Martian Successor Nadesico - Tsukuro Shiratori, Gai Daigoji
- Maze:The Mega-burst Space - Akira Ikagura/Maze (homem)
- MÄR - Magical Roe
- Meine Liebe - Eduard
- Monkey Typhoon - Sanzo
- Mononoke - Genyousai Yanagi
- Mobile Suit Victory Gundam - Tomache Massarik, Chris Royd
- My-HiME - Yuuichi Tate
- NANA - Nobuo Terashima
- Neon Genesis Evangelion - Tōji Suzuhara
- New Mobile Report Gundam Wing - Meiser
- Nodame Cantabile - Shinichi Chiaki
- One Piece - Rob Lucci, Hattori
- Oruchuban Ebichu - Kaishounachi
- Rosario + Vampire - Ginei Morioka
- Persona -trinity soul- - Tōru Inui
- Pokémon - Kenji (Tracey Sketchit)
- Psycho-Pass (Shinya Kogami)
- Saiunkoku Monogatari - Ryūki Shi
- Shijou Saikyou No Deshi Kenichi - Shirahama Kenichi
- Samurai Deeper Kyo - Shinrei

- Saint Seiya: Soul of Gold - Andreas Lise/Loki

- Star Ocean EX - Ashton Anchors

- Telepathy Shoujo Ran - Isozaki Rin
- The Vision of Escaflowne - Van Fanel
- The Tower of Druaga - Dark Gilgamesh
- Those Who Hunt Elves - Junpei Ryuzouji
- Tenjho Tenge - Masataka Takayanagi
- Tokyo Underground - Rumina Asagi
- Vandread - Bart Garsus
- Viewtiful Joe - Joe
- Weiß Kreuz - Ken Hidaka
- Yakitate! Japan - Pierrot Bolneze
- Angel Heart - Officer Shimazu
- You're Under Arrest - Shōji Tōkarin

### OVAs
- Akane Maniax - Jōji Gōda
- Amon: The Apocalypse of Devilman - Asuka Ryō, Satan
- Anime Tenchō - Anizawa Meitō
- Battle Arena Toshinden - Eiji Shinjō
- Eight Clouds Rising - Kuraki Fuzuchi; Manashi
- FAKE - Dee Laytner
- Fushigi Yūgi - Chichiri, Kōji
- Fushigi Yūgi Eikoden - Chichiri
- Gate Keepers 21  - Reiji Kageyama
- Genshiken - Soichiro Tanaka
- Getter Robo: Armageddon - Go
- Gravitation: Lyrics of Love - Shūichi Shindō
- Gundam Evolve - Domon Kasshu (Evolve 3)
- Harukanaru Toki no Naka de 2 ~Shiroki Ryū no Miko~ - Taira no Katsuzane
- Harukanaru Toki no Naka de ~Ajisai Yumegatari~ - Tenma Morimura
- Harukanaru Toki no Naka de ~Hachiyou Shō~ - Tenma Morimura
- High School Aurabuster - Kiba
- Hitsuji no Uta - Kazuna Takashiro
- Initial D: Battle Stage - Keisuke Takahashi
- Initial D: Battle Stage 2 - Keisuke Takahashi
- Kikaider - Kikaider/Jiro
- Kizuna - Toshi
- Kizuna: Much Ado About Nothing - Toshi
- Leave it to Kero! - Touya Kinomoto
- Maze - Maze (male)
- Mobile Suit Gundam Seed Destiny Final Plus: The Chosen Future - Yzak Joule
- Mobile Suit Gundam Seed Destiny Special Edition - Yzak Joule
- Natsuki Crisis - Keiji
- Psychic Force - Burn Grifith
- Rurouni Kenshin: Tsuiokuhen - Katsura Kogorō
- Vandread - Bart Garsus
- You're Under Arrest - Shōji Tōkarin
- You're Under Arrest: No Mercy! - Shōji Tōkarin

### Animações
- 2112: The Birth of Doraemon - Announcer
- Aoki Densetsu Shoot! - Keigo Mahori
- Cardcaptor Sakura: The Movie - Touya Kinomoto
- Cardcaptor Sakura Movie 2: The Sealed Card - Touya Kinomoto
- Doraemon: A Grandmother's Recollections - Young Suneo
- Doraemon: Nobita no Shin Makai Daibouken - Shichinin no Mahoutsukai - Suneo
- Doraemon: Nobita's South Sea Adventure - Mermaid
- Escaflowne - Van Fanel
- Evangelion: 1.0 You Are [Not] Alone - Tōji Suzuhara
- Harukanaru Toki no Naka de ~Maihitoyo~ - Tenma Morimura
- Initial D: Third Stage - Keisuke Takahashi
- InuYasha the Movie: Affections Touching Across Time - Menōmaru
- Neon Genesis Evangelion: Death & Rebirth - Tōji Suzuhara, SEELE Member
- Neon Genesis Evangelion: The End of Evangelion - Tōji Suzuhara
- Ocean Waves - Minarai
- One Piece: Chinjō Shima no Chopper Oukoku - President Snake
- Pikachu's Rescue Adventure - Kenji
- Pokemon 2000 - The Movie - Kenji
- Pokemon 3 - The Movie - Kenji
- Pokemon 4Ever - Kenji
- Pom Poko - Male Tanuki B
- You're Under Arrest: The Movie - Shōji Tōkarin
- X/1999 - Kamui Shirō

### CD dramas
- Angel Sanctuary - Sandalphon
- Beauty Pop - Narumi Shogo
- Buso Renkin - Moon Face
- D.N.Angel Wink - Satoshi Hiwatari
- Dragon Knights - Rath Eryuser
- Everyday Everynight - Enohara Midato
- FAKE ~A Change of Heart~ - Dee Laytner
- Gaki/Kodomo no Ryoubun - Kayano Hiromi
- Haou Airen - Hakuron
- Juvenile Orion - Kusakabe Kaname
- Love Celeb - Ginzo Fujiwara, Hakuron
- Mekakushi no Kuni - Naitō Arō
- Rurouni Kenshin - Sagara Sanosuke
- Saiunkoku Monogatari - Ryūki Shi
- Samurai Deeper Kyo - Shinrei

### Jogos
- Apocripha/0 - Sapphirus Hawthorne
- Atelier Lise ~Alchemist of Ordre~ - Client Marif
- Bleach Wii: Hakujin Kirameku Rondo - Arturo Plateado[1]
- Evil Zone (Eretzvaju) - Danzaiver (Sho Mikagami)
- Gundam vs Gundam Next Plus - 'Domon Kasshu, Yzak Joule
- Fate/tiger colosseum - Gilgamesh
- Fate/Unlimited Code - Gilgamesh
- Fate/Grand Order - Gilgamesh, Gilgamesh (Caster) e Wolfgang Amadeus Mozart,
- Fate/Extra CCC - Gilgamesh
- Fate/Extella - Gilgamesh
- Fate/Extella Link - Gilgamesh
- Initial D series - Takahashi Keisuke
- Invisible Sign series - Aizawa Shun
- Lunar: Silver Star Story - Kyle
- Namco X Capcom - Black Bravoman, Stahn Aileron
- Odin Sphere - Onyx
- Persona 4 - Kanji Tatsumi
- Phantasy Star Universe - Ethan Waber
- Skies of Arcadia - Vyse
- Sly Cooper series (Sly Cooper)
- Sonic Unleashed (Sonic the Werehog)
- Star Ocean EX - Ashton Anchors
- Super Robot Wars Z - Toshiya Dantou
- Tales of Destiny - Stan Aileron
- The Vision of Escaflowne - Van Fanel
- Viewtiful Joe: Red Hot Rumble - Joe
- Xenogears - Bart Fatima
- Xenosaga - Virgil
- League of Legends - Vladimir
- Dragalia Lost - Xainfried

### Dublagens
- High School Musical - Chad Danforth
- Jump In! - Isadore "Izzy" Daniels
- The Chronicles of Narnia: The Lion, the Witch and the Wardrobe - Mr. Tumnus the Faun
- Flags of Our Fathers - Rene Gagnon
- My Sassy Girl - Gyeon-woo
- Lords of Dogtown - Jay
- Thomas the Tank Engine and Friends - Bear

### Tokusatsus
- Chouriki Sentai Ohranger - Prince Buldont
- Denji Sentai Megaranger - Bididebi
- Kamen Rider Kabuto: Hyper Battle Video - Kabuto Zecter (voice)
- Kamen Rider Den-O - Anthopper Imagin Kirigiris
- Kaizoku Sentai Gokaiger - Narrador, Mobirates, Gokai Sabre, Gokai Gun, Gokai Cellular, Gokai Spear